# Hariss Harun
Hariss Harun, né le 19 novembre 1990 à Singapour, est un footballeur international singapourien. Il évolue au poste de milieu central.

## Biographie

### Carrière en équipe nationale
Hariss Harun joue son premier match en équipe nationale le 24 juin 2007 lors d'un match amical contre la Corée du Nord (victoire 2-1), devenant le plus jeune joueur pour son pays à 16 ans et 217 jours. Le 7 juin 2013, il marque son premier but en sélection lors d'un match amical contre le Laos (victoire 5-2). 
Au total, il compte 77 sélections officielles et 5 buts en équipe de Singapour depuis 2007.

## Palmarès

### En club
- Avec les LionsXII :
  - Champion de Malaisie en 2013

- Avec le Johor FC :
  - Champion de Malaisie en 2014
  - Vainqueur de la Supercoupe de Malaisie en 2015

### En sélection nationale
- Vainqueur du Championnat d'Asie du Sud-Est en 2012

### Distinctions personnelles
- Meilleur espoir du Championnat de Singapour en 2010

## Statistiques

### Buts en sélection
Le tableau suivant liste les résultats de tous les buts inscrits par Hariss Harun avec l'équipe de Singapour.